# Aquis submersus (Max Ernst)
Aquis submersus ist ein im Jahr 1919 geschaffenes Ölgemälde von Max Ernst aus seiner frühsurrealistischen Phase. Es ist gegenwärtig in der Sammlung des Städel in Frankfurt am Main zu besichtigen.

## Geschichte
Der lateinische Titel ist Theodor Storms 1876 erstmals veröffentlichter Novelle Aquis submersus entnommen  und bedeutet „in den Fluten versunken“ (und ertrunken). Der Bildinhalt lehnt sich stark an das 1911 von Giorgio de Chirico, einem Vertreter der Pittura metafisica, gemalte Ölgemälde I piaceri del poeta an. Max Ernst hatte Werke de Chiricos 1919 in München kennengelernt, als er in der Buchhandlung von Hans Goltz die Zeitschrift Valori Plastici sah, in der ein Text über den italienischen Künstler und seine Bilder enthalten war.

## Beschreibung
Das Gemälde zeigt einen Swimmingpool, an drei Seiten umgeben von vier unterschiedlich gestalteten baukastenähnlichen Gebäuden, die starke Schatten werfen. Am nachtblauen Himmel steht der Mond, der sich, dort dargestellt in Form einer Uhr, im Wasser des Pools in seiner wahren Gestalt widerspiegelt. Im mit blaugrünem Wasser gefüllten Pool ist eine mit einer roten Badehose bekleidete, möglicherweise weibliche Person abgebildet, deren Kopf, Arme und Teile des Oberkörpers unter Wasser sind, der Unterkörper und die Beine ragen heraus. Sie scheint zu tauchen oder zu ertrinken. Schwärme von Fischen umgeben sie. Im Vordergrund steht eine armlose, wie aus Ton geformte unbekleidete Figur mit einem Schnurrbart; runde Öffnungen stehen für Brustwarzen, Bauchnabel und Geschlecht. Sie ist nicht auf das Geschehen fixiert, sondern schaut aus dem Bild heraus. Ihr Schatten spiegelt sich in Richtung Wasser wider. Parallel zu diesem ist links vom Betrachter ein schmaler langer Schatten zu sehen, dessen Ursprung unbekannt bleibt und in dessen Mitte die Signatur des Künstlers platziert ist. Der Titel Aquis submersus erscheint am rechten vorderen Bildrand.

## Titelgebung und Inspiration
Storms Novelle erzählt vom tragischen Ende einer verbotenen Liebe und dem Tod eines Kindes. Max Ernst versah sein gleichnamiges Gemälde mit nüchtern und kalt wiedergegebenen Wirklichkeitselementen, doch überhöhte er das Geschehen mit surrealen Akzenten.
In de Chiricos Bild I piaceri del poeta (dt.: Die Freuden des Dichters), das Ernst inspirierte, sind ein Schwimmbecken, eine in Weiß gekleidete Person, zwei Gebäude und sogar die Uhr abgebildet, die jedoch konventionell unter dem Giebel eines Gebäudes hängt. Bei Ernst steht sie am Himmel wie der Mond und spiegelt sich als solcher im Wasser des Schwimmbeckens.